# Liste der Kulturdenkmale in Erfde
In der Liste der Kulturdenkmale in Erfde sind alle Kulturdenkmale der schleswig-holsteinischen Gemeinde Erfde (Kreis Schleswig-Flensburg) aufgelistet (Stand: 10. März 2025).

## Legende
In den Spalten befinden sich folgende Informationen:
- Objekt-ID: die Nummer des Kulturdenkmales
- Lage: die Adresse des Kulturdenkmales und die geographischen Koordinaten. Kartenansicht, um Koordinaten zu setzen. In der Kartenansicht sind Kulturdenkmale ohne Koordinaten mit einem roten Marker dargestellt und können in der Karte gesetzt werden. Kulturdenkmale ohne Bild sind mit einem blauen Marker gekennzeichnet, Kulturdenkmale mit Bild mit einem grünen Marker.
- Offizielle Bezeichnung: Bezeichnung des Kulturdenkmales
- Beschreibung: die Beschreibung des Kulturdenkmales
- Bild: ein Bild des Kulturdenkmales

## Sachgesamtheiten
| Objekt-ID      | Lage                                   | Offizielle Bezeichnung     | Beschreibung | Bild                             |
| -------------- | -------------------------------------- | -------------------------- | --- | -------------------------------- |
| 40911 Wikidata | Süderende (54° 18′ 31″ N, 9° 19′ 4″ O) | Kirche St. Maria Magdalena | Aktualisierung vorgesehen - Begründung: geschichtlich, künstlerisch, städtebaulich, Kulturlandschaft prägend - Schutzumfang: Kirche St. Maria Magdalena mit Ausstattung, Glockenhaus, Kirchhof, Grabmale bis 1870, Granitböschungsmauer | weitere Fotos \| Fotos hochladen |

## Bauliche Anlagen
| Objekt-ID     | Lage                                   | Offizielle Bezeichnung                     | Beschreibung | Bild                             |
| ------------- | -------------------------------------- | ------------------------------------------ | --- | -------------------------------- |
| 1733 Wikidata | Süderende (54° 18′ 31″ N, 9° 19′ 5″ O) | Kirche St. Maria Magdalena mit Ausstattung | Alteintragung (Aktualisierung vorgesehen) - Begründung: geschichtlich, künstlerisch, städtebaulich - Schutzumfang: Kirche St. Maria Magdalena mit Ausstattung, Glockenhaus - Denkmaltyp: Bauliche Anlage, Sachgesamtheit: Kirche St. Maria Magdalena | weitere Fotos \| Fotos hochladen |

## Gründenkmale
| Objekt-ID      | Lage                                   | Offizielle Bezeichnung | Beschreibung | Bild            |
| -------------- | -------------------------------------- | ---------------------- | --- | --------------- |
| 42251          | Achsberg (54° 18′ 7″ N, 9° 16′ 42″ O)  | Doppeleiche            | Doppeleiche; 1898; zum 50-jährigen Jubiläum der Schleswig-Holsteinischen Erhebung gepflanzt; mit Gedenkstein - Begründung: geschichtlich, wissenschaftlich, städtebaulich - Schutzumfang: Doppeleiche, Gedenkstein - Denkmaltyp: Gründenkmal | BW              |
| 19469 Wikidata | Süderende (54° 18′ 30″ N, 9° 19′ 4″ O) | Kirchhof               | Alteintragung (Aktualisierung vorgesehen) - Begründung: geschichtlich, Kulturlandschaft prägend - Schutzumfang: Kirchhof, Grabmale bis 1870, Granitböschungsmauer - Denkmaltyp: Gründenkmal, Sachgesamtheit: Kirche St. Maria Magdalena      | Fotos hochladen |

## Quelle
- Liste der Kulturdenkmale in Schleswig-Holstein – Kreis Schleswig-Flensburg

- Karte mit allen Koordinaten:
- OSM |
- WikiMap